# Danny Everett
Daniel Joseph "Danny" Everett, född 1 november 1966 i Van Alstyne i Texas, är en amerikansk före detta friidrottare (sprinter).

## Karriär
Everett löpte som 20-åring startsträckan i USA:s guldlag i långa stafetten i VM 1987 i Rom. Seoulolympiaden 1988 blev en stor framgång för den då 21-årige amerikanen. På 400 meter individuellt sprang Everett till sig bronsmedaljen efter att ha noterat 44,09 och därmed fullborda en amerikansk trippelvinst (guldet vanns av Steve Lewis, 43,87, och silvret av Harry Reynolds, 43,93). I stafetten löpte Everett ånyo startsträckan då det amerikanska laget pulvriserade allt motstånd och tangerade det tjugo år gamla världsrekordet på 2.56,16. Världsmästerskapen i Tokyo 1991 renderade även de ett individuellt brons. I ett mycket jämnt lopp noterade Everett 44,63, knappt slagen av landsmannen Antonio Pettigrew (44,57) och Storbritanniens Roger Black (44,62). I den gastkramande stafetten löpte Everett tredjesträckan. Amerikanerna fick emellertid nöja sig med silvermedaljerna efter att britternas Kriss Akabusi besegrat Pettigrew på slutsträckans upplopp. Everett kom till Barcelonaolympiaden 1992 som en av favoriterna på 400 meter efter att ha vunnit de amerikanska OS-uttagningarna i New Orleans på tiden 43,81 - världens då näst snabbaste tid i historien. Dessvärre skadade Everett sig innan finalen (en final som han troligtvis varit chanslös i ändå då Quincy Watts noterade världens då näst snabbaste tid genom tiderna), varför han ej heller deltog i stafettävlingen.

## Rekord
- 400 meter: 43,81, New Orleans, 26 juni 1992

## Medaljer
Guld
- VM 1987: 4x400 meter (USA: Everett, Haley, McKay och Reynolds, 2.57,29 Mästerskapsrekord)
- OS 1988: 4x400 meter (USA: Everett, Lewis, Robinzine och Reynolds, 2.56,16 =Världsrekord)

Silver
- VM 1991: 4x400 meter (USA: Valmon, Watts, Everett och Pettigrew, 2.57,57)

Brons
- OS 1988: 400 meter (44,09)
- VM 1991: 400 meter (44,63)